# Selaginella madagascariensis
Selaginella madagascariensis är en mosslummerväxtart som beskrevs av Bak.. Selaginella madagascariensis ingår i släktet mosslumrar, och familjen mosslummerväxter. Inga underarter finns listade i Catalogue of Life.